# Cadencia Landini
La cadencia Landini (también conocida como cadencia de Landini, cadencia landina o cadencia landino) es un tipo de cadencia, una técnica en la composición musical, llamada así en honor a Francesco Landini (1325-1397), un organista ciego florentino que usó esta técnica en numerosas composiciones (aunque no inventó la cadencia, como erróneamente se piensa). La cadencia se utilizó especialmente durante el siglo XIV y principios del siglo XV. 

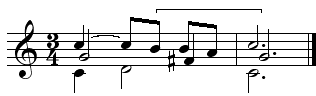
Cadencia Landini.

En una cadencia típica de la música medieval, un intervalo de sexta mayor se amplía convirtiéndose en octava. En la versión de Landini, una nota extraña en la voz superior convierte el intervalo en una quinta justa, justo antes de la octava. 
Landini no fue el primero en utilizar esta cadencia (Gherardello da Firenze parece ser el primero, al menos, de cuyas obras han sobrevivido), y no fue el último: la cadencia se encontraba todavía en uso hasta bien entrado el siglo XV, que figuran con particular frecuencia en las canciones de Gilles Binchois, y, en la música de Juan de Urrede. El término fue acuñado a finales del siglo XIX por el escritor alemán A. G. Ritter, en su obra Zur Geschichte des Orgelspiels (Leipzig, 1884).
Las obras donde podemos encontrar dicha cadencia son las de Francesco Landini, quien marcó el periodo llamado "Ars Nova".